# Пам'ятники Боярки
Стаття Пам'ятники Боярки призначена для ознайомлення, в тому числі візуального зі зразками міської скульптури в місті Боярці Київської області.
У місті загалом близько півтора десятка меморіалів, пам'ятників, пам'ятних знаків.
| Назва                                                                                   | Дата встановлення | Розташування                                                                      | Фото | Короткі відомості |
| Комплекс поховань воїнів Армії УНР, відновлені поховання                                | 2013              | старий будаївський цвинтар, поблизу вул. Зелена                                   |      | Комплекс поховань відновлено за сприяння благодійного фонду «Героїка». Освячення відбулося 16 червня 2013 року. Чин освячення комплексу спільно провели священники кількох парафій Боярки — храму на честь ікони «Неопалима купина» УПЦ КП, храму Покрови Пресвятої Богородиці УАПЦ та парафії Святого Феодора Тирона УГКЦ. Мало не вперше на теренах міста пролунала спільна молитва за душі полеглих воїнів з вуст священників різних релігійних конфесій. Відомий кобзар Тарас Компаніченко та гурт «Рутенія» виконали патріотичні пісні [Архівовано 13 серпня 2014 у Wayback Machine.] [Архівовано 5 березня 2016 у Wayback Machine.] |
| Андріяшева Олексія, погруддя                                                            | 2009              | на території Боярського коледжу екології і природних ресурсів                     |      | Урочиста церемонія відкриття погруддя природознавця, мецената, педагога, громадського діяча, бджоляра, засновника «Практичної школи бджільництва» (тепер Боярський коледж екології і природних ресурсів НУБіПУ) Олексія Андріяшева відбулася 31 серпня 2009 року. Автори пам'ятника — скульптор В. І. Зюзін та заслужений архітектор України В. В. Климчик. |
| Висоцького Георгія, погруддя                                                            |                   | на території Боярської лісової дослідної станції на вулиці Лісодослідній          |      | |
| Воїнам-інтернаціоналістам, пам'ятний знак                                               |                   | у Парку Перемоги                                                                  |      | |
| Жертвам Голодомору, пам'ятний знак                                                      | 2005              | у Парку Перемоги                                                                  |      | |
| Жертвам Чорнобиля, пам'ятний знак                                                       | 1994              | на цвинтарі на городищі біля Свято-Михайлівської церкви (вул. І. Франка, 4)       |      | Пам'ятний знак Жертвам Чорнобильської катастрофи був встановлений у 1994 році. |
| Комсомольцям 20-х років, стела                                                          | 1968              | на вулиці Лісодослідній                                                           |      | Стела Комсомольцям 20-х років була встановлена на честь 50-ліття радянської влади 1968 року. |
| Корчагіну Павці                                                                         | 1979              | перед історичною будівлею сиротинця (нині ЗОШ № 2) на вулиці Михайла Грушевського |      | Пам'ятник Павці Корчагіну був встановлений у 1979 році. Автори — скульптор А. М. Харечко, художник А. Гайдамака, архітектор А. Ігнащенко. |
| Курган Слави // Полеглих воїнів (1941 — 1945 рр.), меморіал                             |                   | у Парку Перемоги                                                                  |      | |
| Паровоз К-1576                                                                          | 1989              | на вулиці Вокзальній                                                              |      | Паровоз К-1576 був встановлений у 1989 році на вічну стоянку як символ порятунку Києва від паливної кризи в холодну зиму 1921 року. |
| Шевченка Тараса, погруддя                                                               |                   | на вулиці Тараса Шевченка                                                         |      | Автор погруддя великого національного поета Тараса Шевченка — скульптор Б. Мовчун. |
| 56 воїнів, які загинули в роки Великої Вітчизняної війни, пам'ятник на братській могилі |                   | на вулиці Вокзальній                                                              |      | |
| на честь Івана Богуна, пам'ятний знак                                                   |                   | на території Військового ліцею ім. І. Богуна на вулиці Хрещатик                   |      | |

## Колишні
| Назва                         | Дата встановлення | Дата знесення                                | Розташування                                           | Фото | Короткі відомості |
| Леніну (Ульянову) Володимиру  |                   | Зруйнований у ніч проти 21 лютого 2014 року. | на розі вулиць Хрещатик та Садової                     |      | |
| Островського Миколи, погруддя | 1971              | 2014                                         | на вулиці Михайла Грушевського біля краєзнавчого музею |      | Пам'ятник радянському письменникові Миколі Островському, який у Боярці будував вузькоколійку для підвезення деревини з метою порятунку столиці Києва холодної зими 1921 року, був встановлений у 1971 році. Автори — В. Клоков, П. Одинець.                                                                                |
| «Боярка-БАМ», пам'ятний знак  | 1983              | 2000-ні                                      | за містом, на 2-му км траси до села Забір'я            |      | Пам'ятний знак «Боярка-БАМ» був встановлений у 1983 році, автор — А. Стельмашенко. Він присвячений «корчагінському» поколінню молоді й будівництву вузькоколійки 1921 року для підвезення деревини з метою порятунку Києва від жорстоких зимових холодів, символізує спадковість поколінь комсомольців 20-х та 80-х років. |